# Eucynorta unicolor
Eucynorta unicolor is een hooiwagen uit de familie Cosmetidae.